# كافة صالح أباد
كافة صالح أباد (بالفارسية: کافه صالح‌آباد) هي مستوطنة تقع في قسم كاخك الريفي في إيران.